# Matlockit
Matlockit er et sjældent blyhalogenid-mineral (formel: PbFCl), der er opkaldt efter byen Matlock i Derbyshire, England, hvor det blev opdaget.

## Beskrivelse
Mineralet blev opdaget i Bage-minen i Bolehill ved Matlock i begyndelsen af 1800'erne. Også phosgenit og anglesit blev fundet der.
Den første beskrivelse af matlockit var tilsyneladende i John Mawes Mineralogy of Derbyshire fra 1802. 
Matlockit er translucent, har en flødegul farve og en densitet på 7,1 g/cm³.
I American Museum of Natural History er der en 10 cm stor krystal fra Derbyshire, mens Derby Museum and Art Gallery har en 7 cm lang matlockit-prøve. 
Matlockit er også fundet i Tiger, Arizona, Lavrio (Grækenland), en mine nær Essen (Tyskland) og nær Campiglia i Toscana, samt forskellige steder i Sydafrika, Peru, Chile, Australien, Østrig, Frankrig og Italien.
Man havde tidligere ment at matlockit var blyoxyklorid (Pb2OCl2), men i 1933 påviste W. Nieuwenkamp, at matlockit er PbFCl.